# Mistrzostwa świata amatorów w snookerze
Mistrzostwa świata amatorów w snookerze – zawody mające na celu wyłonienia najlepszego niezawodowego snookerzysty na świecie. Mistrzostwa organizowane są przez IBSF (International Billards & Snooker Federation) od roku 1963. Rozgrywane są od 1984 roku cyklicznie co roku (wcześniej co dwa lata).

## Mistrzostwa
| Rok  | Miejsce turnieju  | Zwycięzca               | Przegrany               | Wynik finału |
| ---- | ----------------- | ----------------------- | ----------------------- | ------------ |
| 2010 | Syria             |                         |                         | –            |
| 2009 | Indie             | Alfie Burden            | Igor Figueiredo         | 10 – 8       |
| 2008 | Austria           | Thepchaiya Un-Nooh      | Colm Gilcreest          | 11 – 7       |
| 2007 | Tajlandia         | Atthasit Mahitthi       | Passakorn Suwannawat    | 11 – 7       |
| 2006 | Jordania          | Kurt Maflin             | Daniel Ward             | 11 – 8       |
| 2004 | Holandia          | Mark Allen              | Steve Mifsud            | 11 – 6       |
| 2003 | Chiny             | Pankaj Advani           | Saleh Mohammed          | 11 – 5       |
| 2002 | Egipt             | Steve Mifsud            | Tim English             | 11 – 6       |
| 2000 | Chiny             | Stephen Maguire         | Luke Fisher             | 11 – 5       |
| 1999 | Papua-Nowa Gwinea | Ian Preece              | David Lilley            | 11 – 8       |
| 1998 | Chiny             | Luke Simmonds           | Ryan Day                | 11 – 10      |
| 1997 | Zimbabwe          | Marco Fu                | Stuart Bingham          | 11 – 10      |
| 1996 | Nowa Zelandia     | Stuart Bingham          | Stan Gorski             | 11 – 5       |
| 1995 | Anglia            | Sakchai Sim-Ngam        | David Lilley            | 11 – 7       |
| 1994 | Południowa Afryka | Mohammed Yousuf         | Johannes R. Johannesson | 11 – 9       |
| 1993 | Pakistan          | Chuchat Triratanapradit | Praput Chaitanasakun    | 11 – 6       |
| 1992 | Malta             | Neil Mosley             | Leonardo Andam          | 11 – 2       |
| 1991 | Tajlandia         | Noppadon Noppachorn     | Dominic Dale            | 11 – 8       |
| 1990 | Brazylia          | Stephen O’Connor        | Steve Lemmens           | 11 – 8       |
| 1989 | Singapur          | Ken Doherty             | Jon Birch               | 11 – 2       |
| 1988 | Australia         | James Wattana           | Barry Pinches           | 11 – 8       |
| 1987 | Indie             | Darren Morgan           | Joe Grech               | 11 – 4       |
| 1986 | Nowa Zelandia     | Paul Mifsud             | Kerry Jones             | 11 – 9       |
| 1985 | Anglia            | Paul Mifsud             | Dilwyn John             | 11 – 6       |
| 1984 | Irlandia          | O.B. Agrawal            | Terry Parsons           | 11 – 7       |
| 1982 | Kanada            | Terry Parsons           | Jim Bear                | 11 – 8       |
| 1980 | Anglia            | Jimmy White             | Ron Atkins              | 11 – 2       |
| 1978 | Malta             | Cliff Wilson            | Joe Johnson             | 11 – 5       |
| 1976 | Południowa Afryka | Doug Mountjoy           | Paul Mifsud             | 11 – 1       |
| 1974 | Irlandia          | Ray Edmonds             | Geoff Thomas            | 11 – 9       |
| 1972 | Walia             | Ray Edmonds             | Mannie Francisco        | 11 – 10      |
| 1970 | Szkocja           | Jonathon Barron         | Sid Hood                | 11 – 7       |
| 1968 | Australia         | David Taylor            | Max Williams            | 8 – 7        |
| 1966 | Pakistan          | Gary Owen               | -                       | Round Robin  |
| 1963 | Indie             | Gary Owen               | -                       | Round Robin  |